# Račjigrad
Račjigrad (angleško Duckberg, angleška izgovorjava: /ˈdʌkbɜːrɡ/) je izmišljeno mesto iz stripov in risank Walta Disneya, v katerem živijo Racman Jaka (originalno Donald Duck), Skopušnik (originalno Scrooge McDuck), Pak, Žak in Mak ter drugi pernati liki. Mesto se nahaja v izmišljeni ameriški zvezni državi Calisoti. Račjigrad je bil prvič omenjen leta 1944 v delu Walt Disney's Comics and Stories #49. Mesto si je izmislil Carl Barks.